# تاریخچه چاپ روزنامه در خاورمیانه
تاریخ چاپ روزنامه در خاورمیانه به قرن نوزدهم برمی گردد. بسیاری از ویراستاران نه تنها روزنامه نگار بلکه فیلسوف و سیاستمدار نیز بودند. این روشنفکران با مجلات غیررسمی، گفتمان عمومی دربارهٔ سیاست در امپراتوری عثمانی و ایران را می‌نوشتند و آثار ادبی در همه ژانرها به صورت سریالی در روزنامه‌ها چاپ می‌شد.

## امپراتوری عثمانی

### تأثیرات اروپایی
اولین روزنامه‌های امپراتوری عثمانی متعلق به خارجیانی بود که در آنجا زندگی می‌کردند و می‌خواستند دربارهٔ جهان غرب تبلیغ کنند. اولین نسخه در سپتامبر ۱۷۹۵ توسط کاخ فرانسه در پرا، در زمان سفارت ریموند دو ورنیناک-سن-مور چاپ شد. به نظر می‌رسد که تا دو مارس ۱۷۹۶، تحت عنوان " بولتن خبری"، تا مارس ۱۷۹۶ منتشر می‌شد. پس از آن، از سپتامبر ۱۷۹۶ تا مه ۱۷۹۷ با نام "روزنامه فرانسوی قسطنطنیه " و از ماه مه تا ژوئیه ۱۷۹۷ با نام "عطارد شرقی منتشر می‌شد. هدف اصلی آن انتقال اطلاعات مربوط به سیاست فرانسه پس از انقلاب به خارجیان مقیم استانبول بود؛ بنابراین، تأثیر کمی بر جمعیت محلی داشت.
در سال ۱۸۰۰، در زمان اشغال مصر توسط فرانسه، یک روزنامه به زبان عربی، التنبیه (هشدار)، با هدف انتشار ایده‌آل‌های انقلاب فرانسه در مصر، منتشر شد. این نشریه توسط ژاک فرانسوا منو تأسیس شد و اسماعیل الخشاب را به عنوان سردبیر آن منصوب کرد. با این حال، تردید وجود دارد که این روزنامه در واقع چاپ شده‌است. ژاک فرانسوا منو پس از محاصره اسکندریه توسط نیروهای انگلیسی در سال ۱۸۰۱ در نهایت تسلیم شد.

در سال ۱۸۲۸، خدیو مصر محمد علی دستور داد، به عنوان بخشی از اصلاحات اساسی او در استان اجرا شد، ایجاد محلی روزنامه تقویم وقایع، در نوشته ترکی عثمانی در یک ستون با ترجمه عربی در ستون دوم (متن ترکی عثمانی در سمت راست و متن عربی در ستون چپ). بعداً فقط به زبان عربی، تحت عنوان عربی " الوقاعی المصریه" (امور مصر) ویرایش شد.
اولین روزنامه رسمی دولت عثمانی در سال ۱۸۳۱ به دستور محمود دوم منتشر شد. این روزنامه با عنوان "مانیتورعثمانی" چاپ می‌شد. شماره‌های هفتگی آن به زبان فرانسه نوشته شده و چاپ می‌شده‌است. چند ماه بعد، یک فرمانروای سلطان دستور داد که روزنامه ای تحت عنوان " تقویم وکایی" (تقویم امور) منتشر شود که مونیتور عثمانی را ترجمه می‌کرد و تا ۴ نوامبر ۱۹۲۲ به‌طور نامنظم صادر می‌شد و قوانین و احکام سلطان و شرح جشنهای دربار در آن منتشر شد.
اولین روزنامه غیررسمی ترکیه، توسط، ویلیام چرچیل، در سال ۱۸۴۰ منتشر شد. اولین روزنامه خصوصی که توسط روزنامه نگاران ترک به نام، ترمانمن اهوال (مترجم رویدادها)، توسط ابراهیم شیناسی و آگاه افندی تأسیس و در اکتبر ۱۸۶۰ منتشر شد. صاحبان اظهار داشتند که «آزادی بیان بخشی از طبیعت بشر است»، در نتیجه عصر مطبوعات آزاد را با الهام از آرمانهای روشنگری فرانسه قرن ۱۸ آغاز کرد. در این میان، اولین روزنامه خصوصی انحصاری به زبان عربی نوشته شده‌است، مرآت الزمان اهوال، توسط یک شاعر سوری بنام، رزق الله حسون، در سال ۱۸۵۵ تأسیس شده بود اما یک سال بعد توسط مقامات عثمانی به دلیل لحن انتقاد خود را به حالت تعلیق درآمده بود در مورد سیاست‌های آنها متعاقباً چندین روزنامه در استانها رونق گرفت. قوانین مطبوعاتی جدید با الهام از قوانین فرانسه، در سال ۱۸۶۴ با تأسیس دفتر سانسور منتشر شد.

### زنان
یکی از اولین زنانی که مقالات خود را در مطبوعات عرب زبان امضا کرد، پزشک زن خانم گالیلا تمرهان بود که در دهه ۱۸۶۰ مقالاتی را در مجله پزشکی یاسوب الطب (رهبر در پزشکی) ارائه کرد. به نظر می‌رسد نویسنده و شاعر سوریانی مرینا مراش اولین زنی بوده که در روزنامه‌های روزانه عرب زبان نوشت. در ۱۸۹۲، روزنامه نگار لبنانی هند نوفل اولین مجله ماهانه برای زنان، الفتح (دختر جوان) را در اسکندریه مصر منتشر کرد.

## ایران
اولین روزنامه در ایران، کاغذ اخبار (روزنامه)، توسط میرزا صالح شیرازی در سال ۱۸۳۷ شیرازی توسط ولیعهد عباس میرزا در سال ۱۸۱۵ برای تحصیل به انگلستان اعزام شد. در زمان اقامت وی بود که شیرازی به چاپخانه علاقه‌مند شد و آن را به ایران وارد کرد.
فصلنامه اختر (ستاره) از سال ۱۸۷۶ تا ۱۸۹۶ منتشر شد. اولین رسانه مطبوعاتی غیررسمی، تقریباً روزانه، دوبار و سرانجام یک بار در هفته منتشر می‌شد. توزیع این مجله از بسیاری از شهرهای ایران و امپراتوری عثمانی تا قفقاز و آسیای جنوب شرقی گسترش یافت. این فصلنامه به عنوان سخنگوی ایرانیان غربت زده عمل می‌کرد و توسط سفارت و کنسولگری ایران در استانبول به عنوان خبرنامه مورد استفاده قرار می‌گرفت. پس از ترور ناصرالدین شاه در ۱۸۹۶، دولت عثمانی مجله را برای همیشه ممنوع کرد.

## عربستان سعودی
اولین مجلات در شبه جزیره عربستان در حجاز، هنگامی که مستقل از حکومت عثمانی شد، در اواخر جنگ جهانی اول منتشر شد. هنگامی که منطقه تحت سلطه عربستان سعودی قرار گرفت، یکی از این مجلات حجازی، ام القری (مادر شهرها)، روزنامه رسمی عربستان سعودی شد. دو روزنامه روزانه دیگر در دهه ۱۹۳۰ منتشر شد: صوت الحجاز (صدای حجاز) و مدینه المنوره (شهر تابناک). انتشار آنها در طول جنگ جهانی دوم متوقف شد، اما هر دو به ترتیب در سال ۱۹۴۶ و ۱۹۴۷ در جیدا ظاهر شدند، اولین مورد به " البلاد السعودیه" تغییر نام داد.